# Liste von Bunkeranlagen in Nordrhein-Westfalen
Die Liste von Bunkeranlagen in Nordrhein-Westfalen umfasst in erster Linie militärische Bunker auf dem Gebiet von Nordrhein-Westfalen. Sie stammen insbesondere aus der Zeit des Zweiten Weltkriegs und des Kalten Kriegs.

## Liste
Sortiert nach kreisfreien Städten und Landkreisen:

### Städteregion Aachen
- Bunker Aachen Rütscher Straße
- Bunker Aachen Saarstraße

### Bochum
- Liste von Bunkeranlagen in Bochum

### Bonn
- Liste von Bunkeranlagen in Bonn

### Bottrop
- Bunker bei Zeche Haniel in Bottrop

### Dortmund
- Hochbunker Sonnenbunker in Dortmund
- Großstollenanlage Dortmund[1]

### Düsseldorf
- Tiefgarage Düsseldorf-Deutsche Post (gegenüber HBF)
- Gelände der DHL Düsseldorf Mitte (Verteilzentrum) (Nähe HBF)
- Ehemaliger Hochbunker (2. Weltkrieg) Kaiserswerther Markt, 40489 Düsseldorf
- Ehemaliger Bunker (2. Weltkrieg) Ecke St. Swidbertus / Am Barbarossawall, 40489 Düsseldorf

### Essen
- Liste von Bunkeranlagen in Essen

### Hagen
- Bunker Bergstraße 98, Hagen (mit Bunkermuseum im Untergeschoss)

### Köln
- BASA-Bunker Köln ehem. Fernmeldebunker der Reichsbahn
- MZA Zivilschutzbunker Köln-Kalk, seit 2016 Dokumentationsstätte Kalter Krieg
- Reichsbahnbunker Köln-Nippes

### Münster
- Bunker Münster Lazarettstraße

Neheim
Bunker im Feld über Haus Füchten Steht voll Wasser 

### Kreis Düren
- NATO-Bunkeranlage Static War Headquarters (SWHQ) Castle Gate in Linnich-Glimbach

### Ennepe-Ruhr-Kreis
- Reschop-Bunker, Hattingen

### Kreis Euskirchen
- Ausweichsitz Nordrhein-Westfalen
- Ausweichsitz der Landeszentralbank NRW, Satzvey, Mechernich

### Kreis Kleve
- Luftverteidigungs-Anlage Uedem Udo (ehemals CRC CRABTREE, Sitz des CAOC Uedem)

### Kreis Gütersloh
- ehemalige GSVBw 36 Wiedenbrück

### Kreis Lippe
- Bunker ehem. Hilfskrankenhaus Martin-Luther-Str., Detmold (Unter einer heutigen Schule)[2]

### Kreis Recklinghausen
Siehe: Liste von Bunkeranlagen in Recklinghausen

### Rhein-Kreis Neuss
- Liste von Bunkeranlagen in Neuss

### Kreis Siegen-Wittgenstein
- NATO-Luftverteidigungsbunker Erndtebrück Erich (CRC LONESHIP)
- Atomschutzbunker GSVBw 34 Siegen